# Wingersdorf (Frensdorf)
Wingersdorf (mundartlich: Wingärschdäff) ist ein Gemeindeteil der Gemeinde Frensdorf im oberfränkischen Landkreis Bamberg.

## Geschichte
Die Wohnansiedlung Wingersdorf gliedert sich in das eigentliche Dorf und einen Hof, der erstmals 1109 als Stöckach erwähnt wurde und der bis nach 1950 zur katholischen Pfarrei Herrnsdorf gehörte – im Gegensatz zu Wingersdorf, das zur katholischen Pfarrei Sambach gehört. Außerdem gibt es eine nach dem Apostel Bartholomäus benannte Kapelle.
Im Gesamtort waren Grundherren: Verwaltung Frensdorf, das Domkapitel Bamberg, das Kollegiatstift St. Jakob zu Bamberg, die Klöster Michaelsberg und St. Klara zu Bamberg, die Pfarrei Hirschaid, die Zollner von Brand, die von Schönborn, Löffelholz von Colberg und die Gemeinde selbst.

### Das Schlösschen
Die Geschichte dieses Hofes, der auch unter dem Namen Wingersdorfer Schlösschen bekannt ist, reicht bis 1109 zurück, die Grundherrn und Besitzer sind bis zum Jahr 1352 bekannt. Die Glanzzeit begann mit dem Verkauf an den Bamberger Buchhändler Tobias Göbhardt am 26. Oktober 1778 für 2800 Gulden. Göbhardt, der sich sein Geld seit 1764 auch als Nachdrucker verdiente und deswegen auf der Leipziger Messe bekannt war, bekleidete ab 1770 öffentliche Ämter, wie Polizei-Gerichtsassessor und Stadtrat. Er baute in den Jahren 1778/1779 auf dem Areal des Gutshofes ein das ganze Tal dominierendes Gebäude.
Nach seinem Tod verblieb das Schlösschen noch bis 1799 im Besitz der Familie Göbhardt, die es später an zwei Mitglieder der Familie Winkler von Mohrenfels veräußerte. Nach häufigen Besitzerwechseln gelangte das Göbhardt’sche Landhaus in das Eigentum der Familie Burkard.
Silvester 1995 schlug eine Feuerwerksrakete in das leerstehende Schlösschen ein. Der entstandene Brand zerstörte den Dachstuhl, das Löschwasser hinterließ Spuren. Da im ersten Stock Stroh lagerte und die Gefahr des Wiederaufflammens von Feuernestern im Stroh bestand, wurden Teile der Umfassungsmauern abgebrochen, um das Stroh leichter ins Freie befördern zu können. Der Eigentümer war nicht gewillt und in der Lage, die Brandruine zu retten, und so gab der Gemeinderat die Zustimmung zum Abbruch des barocken Gebäudes im Jahr 2002.